# Mathias Rust

Trayecto de vuelo de Mathias Rust en su incursión a la Unión Soviética

Mathias Rust (Wedel, Alemania Occidental, 1 de junio de 1968) es un piloto alemán que, en 1987, a los 19 años, voló desde Uetersen a Islandia y posteriormente atravesó Noruega y Finlandia hasta Moscú, esquivando la defensa aérea soviética para finalmente aterrizar en Vasilevski Spusk, junto a la Plaza Roja, cerca del Kremlin, el corazón de la capital de la URSS.

## El vuelo a Moscú

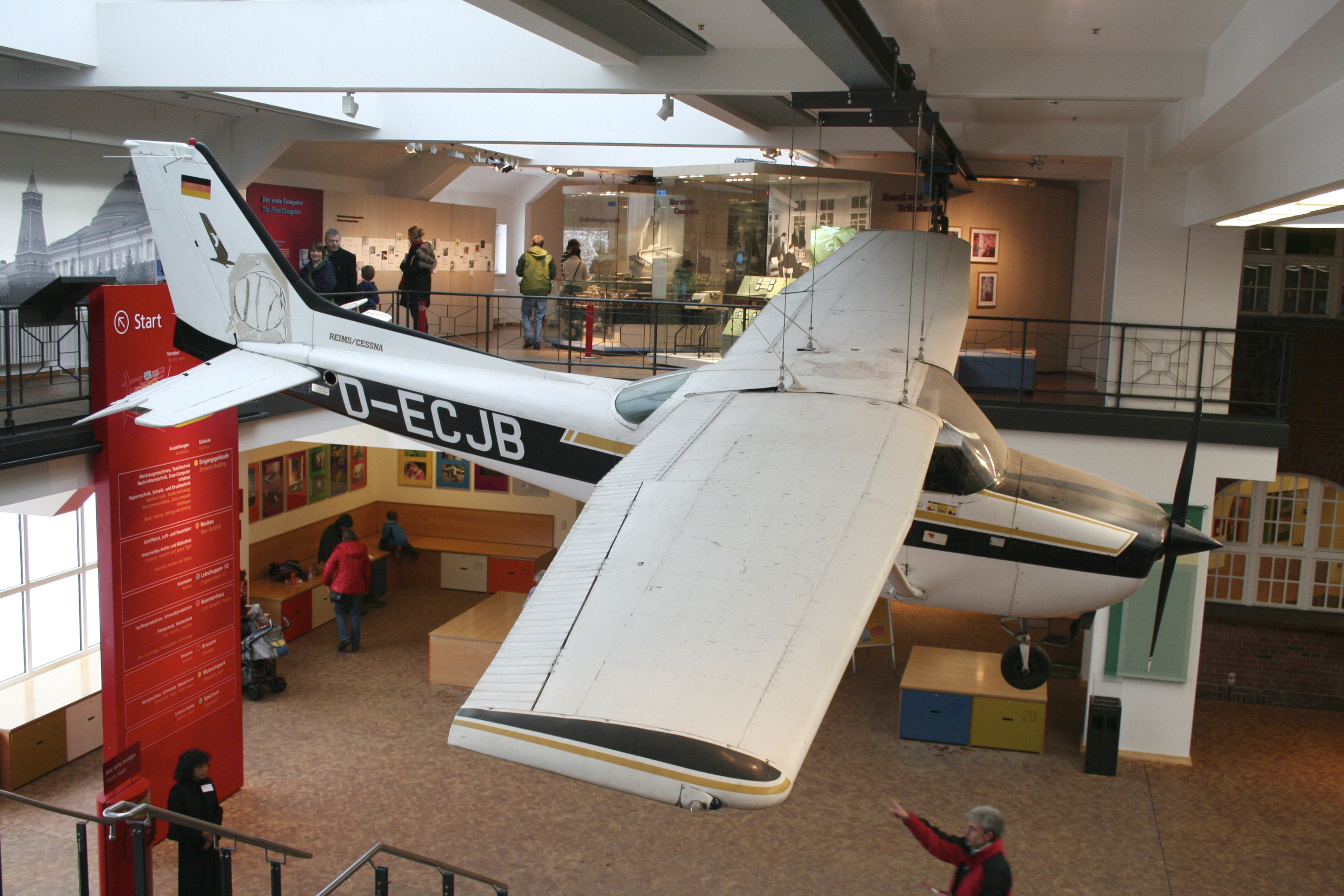
Avión de Mathias Rust (Deutsches Technikmuseum Berlin)

Tras despegar de Uetersen el 13 de mayo, Rust repostó su avioneta alquilada Cessna 172B (D-ECJB) la mañana del 28 de mayo de 1987 en el aeropuerto de Helsinki-Malmi. Informó al control de tráfico aéreo de que su destino era Estocolmo, pero modificó su rumbo hacia el este para desaparecer del espacio aéreo finés a la altura de Sipoo con dirección a las costas del Báltico, virando finalmente hacia Moscú. Penetró en la Unión Soviética en un día festivo de los guardias fronterizos, volando directamente hacia Moscú, donde aterrizó en la Plaza Roja, siendo posteriormente arrestado por oficiales del KGB.
Nunca reveló su ruta exacta, pero, según los expertos, desde la costa Báltica solo había que volar sobre el tramo de la vía férrea para llegar a Moscú, a una altura muy escasa, fuera del alcance de los radares de la defensa antiaérea.

## Las consecuencias del aterrizaje en la Plaza Roja
Unos días después del aterrizaje, Mijaíl Gorbachov aprovechó este inesperado suceso para sustituir al ministro de Defensa Serguéi Sokolov y al comandante en jefe de las Fuerzas de Defensa Aérea Aleksandr Koldunov, destacado piloto de combate durante la Segunda Guerra Mundial (ambos contrarios a la glásnost y la perestroika), por hombres afines a su política. Más de 2000 oficiales (la mayoría también opuestos a los movimientos reformistas de Gorbachov) perdieron sus puestos. Este movimiento fue clave en la victoria sobre los anteriormente fieros militares, conservadores y antirreformistas.
El juicio a Rust comenzó en Moscú el 2 de septiembre de 1987. Fue condenado a cuatro años de trabajos forzados por delitos leves de gamberrismo, violación de las leyes de aviación civil y de las fronteras soviéticas. Tras permanecer en prisión 432 días en la cárcel moscovita de Lefórtovo, fue puesto en libertad condicional. Volvió a Alemania Occidental el 3 de agosto de 1988 después de que el secretario de Estado Andréi Gromiko, actuando como presidente del Sóviet Supremo de la URSS, firmase el documento que permitió a Rust recuperar la libertad.

## Regreso a Alemania y vida posterior
A su regreso a Alemania, Rust comenzó su servicio comunitario obligatorio en un hospital; pero, tras apuñalar a una compañera de trabajo, fue sentenciado a 30 meses de prisión, de los que cumplió 15 meses.
Volvió a Rusia, donde trabajó como vendedor de zapatos, y posteriormente pasó dos años viajando alrededor del mundo. En la isla Trinidad conoció su primera esposa, Athena, con quien se fue a vivir a Berlín, donde él estuvo trabajando para una compañía financiera.
En abril de 1994 Rust volvió a Rusia y visitó lugares como el puente en el que aterrizó en 1987.
Tras divorciarse de su primera esposa volvió a casarse, esta vez con una mujer de la India de la que también se divorció en 2007.
Actualmente el avión utilizado por Rust en su famoso vuelo, un Reims-Cessna F172P Skyhawk II con registro D-ECJB y c/n F17202087, se encuentra en el Deutsches Technikmuseum de Berlín.